# Cybaeodes indalo
Espèce
Cybaeodes indalo est une espèce d'araignées aranéomorphes de la famille des Liocranidae.

## Distribution
Cette espèce est endémique d'Andalousie en Espagne. Elle se rencontre dans des grottes à Almería, Enix et El Ejido.

## Description
La femelle holotype mesure 6,01 mm et le mâle paratype 4,39 mm.

## Étymologie
Son nom d'espèce lui a été donné en référence à l'Indalo.

## Publication originale
- Ribera & De Mas, 2015 : Description of three new troglobiontic species of Cybaeodes (Araneae, Liocranidae) endemic to the Iberian Peninsula. Zootaxa, no 3957(3), p. 313-323.